# Луус
Луус (монг. Луус) — сомон аймака Дундговь в центральной части Монголии, площадь которого составляет 3 161 км². Численность населения по данным 2007 года составила 2 106 человек.
Центр сомона — посёлок Овоо, расположенный в 60 километрах от административного центра аймака — города Мандалговь и в 330 километрах от столицы страны — Улан-Батора.

## География
Сомон расположен в центральной части Монголии.

## Климат
Климат резко континентальный. Средняя температура января -17 градусов, июля +24 градусов. Ежегодная норма осадков 100-150 мм.

## Фауна
Животный мир Лууса представлен косулями, лисами, корсаками, волками, дикими кошками.

## Инфраструктура
В сомоне есть школа, больница, учреждения культуры и торговли.